# Kaleli

## Kaleli (Efşê) – Dorfbeschreibung
Kaleli (kurmandschi: Efşê) ist ein Dorf im Südosten der Türkei. Das Dorf liegt etwa 32 km nordöstlich von Nusaybin im gleichnamigen Landkreis Nusaybin in der Provinz Mardin. Es befindet sich im Gebirgszug Tur Abdin in Südostanatolien.
Laut osmanischen Bevölkerungsregistern gehörte das Dorf der Familie von Scheich Zeyn. Die entsprechenden offiziellen Dokumente aus dem Osmanischen Reich sind öffentlich einsehbar.

## Geschichte und Bevölkerung
Der ursprüngliche Name des Dorfes lautet Efşê. Durch die Türkisierung geographischer Namen in der Türkei wurden die Dörfer umbenannt. Kaleli ist heute meist ein verlassenes Dorf. Das Dorf hatte ausschließlich jesidische Bevölkerung.
In den 1980er Jahren wurde die Bevölkerung durch den türkischen Staat aus dem Ort vertrieben. Die Jesiden aus dem Ort sind größtenteils nach Deutschland geflüchtet.
Im Mai 2018 wurde in dem Ort ein jesidisches Trauerhaus durch Arbeiter der Zwangsverwaltung der Stadt Mardin abgerissen.